# فيليبا، كونتيسة تولوز
فيليبا (1073 - 28 نوفمبر 1118)؛ كانت كونتيسة تولوز بحكم القانون، ودوقة غاسكونية وآكيتاين من خلال زواجها من غيوم التاسع.

## حياتها المبكرة والزواج
ولدت فيليبا في حوالي 1073 هي ابنة غيوم الرابع، كونت تولوز وإيما دي مورتين، بحيث تعتبر الابنة الوحيدة لهما، وبالتالي حسب قوانين تولوز تعتبر هي الوريثة؛ فوالدتها تعتبر ابنة الأخ الغير الشقيق لويليام الفاتح، وفي 1088 ذهب والدها إلى الحج في فلسطين، ترك شقيقه الأصغر ريموند دي سان جيل كحاكم هناك، (قبل مغادرته، أراد أبطال زواج ابنته من ملك أراغون، ومع ذلك كان هذا الزواج ملفقاً، بحيث تظهر الأدلة المعاصرة إلى أن سانشو مازال متزوجاً من زوجته السابقة قبل وفاته في 1094)؛ يعتبر حياتها المبكرة وزواجها من سانشو راميريث يشوبه شيئاً من الغموض، ومن المعروف عنها لم تتزوج من غيوم التاسع، دوق آكيتاين حتى عام 1094، أي بعد وفاة والدها وخلافة عمها؛ يؤكد المؤرخين الذين يؤيدون فكرة زواجها من سانشو راميريث ذلك من أجل إبعادها من تولوز وعدم المطالبة بحقها في الميراث، وأنه مع وفاة سانشو في 1094 أصبحت حرة في اختيار زوجه، فمن مؤكد عنها أنه بعد وفاة الكونت غيوم تم تجاهل مطالبها، وبذلك أصبح ريموند عمها هو الكونت.

## الحياة السياسية
عندما ترك ريموند الرابع تولوز لذهاب نحو الحملة الصليبية الأولى في خريف 1096 أبقى ابنه بيرتراند كحاكم المقاطعة، ومع ذلك في ربيع 1098 سيطرت فيليبا مع زوجها غيوم التاسع، دوق آكيتاين على الكونتية دون مقاومة، وفي العام التالي انجبت ابنها الأول غيوم التولوزي.
وفي 1099 ذهب زوجها إلى الحملة الصليبية وأصبحت الوصية في بواتو.
كانت معجبة بـ روبرت الأربرسيلي بحيث اقنعت زوجها بمنحه أرضاً في بواتو لإقامة مجتمع ديني مخصص لـتمجيد مريم العذراء، وفي 1110 أسست دير فونتيفرود هناك.
تفاجأت في 1110 عندما رهن زوجها تولوز لابن عمها بيرتراند مقابل مبلغ كبير من المال الذي استخدمه الدوق في الحملة الصليبية نفسها، بذلك أُرسلت فيليبا نحو عاصمة زوجها بواتييه، بحيث حكمت آكيتاين نيابة عن زوجها الغائب.
وبعد عودة غيوم، عاشت معها لفترة طويلة واستطعت إنجاب له خمسة بنات وابناً أخر؛ زوجها كان متهماً كثيراً بـ الشعر والأدب بحيث كان يتباهى بعلاقاته الجنسية في أغانيه وفي حديثه عنها أيضا، ومع ذلك ظل تركيز فيليبا الأهم هو الدين ولا سيما دير فونتيفرود بحيث كانت راعية له.
حصل غيوم على تولوز مرة أخرى لزوجته في 1113 بعد وفاة بيرتراند في سوريا في 1112، وريثه أخيه الغير شقيق ألفونس جوردن كان لايزال صغيراً، وبذلك في 1114 قضت معظم وقتها هناك، ومع اكتشاف خيانة زوجها تركت تولوز بسرعة ذهبت نحو عاصمته بحيث كان يخفي عشيقته هناك، ناشدت فيليبا الأصدقاء والأهل والكنيسة للمساعدة في إطاحة بعشيقته، ولكن دون جدوى، ومع ذلك الدوق لم يتخلى عنها.
وفي 1116 تركت فيليبا بلاط زوجها بحيث تقاعدت في دير فونتيفرود، وتوفيت هناك لأسباب غير معروفة في 1118.